# Harpactea loebli
Harpactea loebli är en spindelart som beskrevs av Brignoli 1974. Harpactea loebli ingår i släktet Harpactea och familjen ringögonspindlar.
Artens utbredningsområde är Grekland. Inga underarter finns listade i Catalogue of Life.